# Latton (Essex)
Latton is een plaats in het Engelse graafschap Essex. In 1870-72 telde het dorp 196 inwoners. Latton komt in het Domesday Book (1086) voor als 'Lattuna'.